# エミリオ・ギオーネ
エミリオ・ギオーネ（Emilio Ghione、1879年7月30日 - 1930年1月7日）は、イタリアの俳優、映画監督。